# Faneroméni (ort i Grekland, Thessalien)
Faneroméni är en ort i Grekland.   Den ligger i prefekturen Trikala och regionen Thessalien, i den centrala delen av landet, 230 km nordväst om huvudstaden Aten. Faneroméni ligger 95 meter över havet och antalet invånare är 559.
Terrängen runt Faneroméni är platt åt sydväst, men åt nordost är den kuperad. Terrängen runt Faneroméni sluttar söderut. Runt Faneroméni är det tätbefolkat, med 257 invånare per kvadratkilometer. Närmaste större samhälle är Trikala, 10,8 km väster om Faneroméni. Trakten runt Faneroméni består till största delen av jordbruksmark.